# Adscita
Adscita là một chi bướm đêm thuộc họ Zygaenidae.

## Các loài
- Adscita albanica (Naufock, 1926)
- Adscita alpina (Alberti, 1937)
- Adscita bolivari (Agenjo, 1937)
- Adscita capitalis (Staudinger, 1879)
- Adscita geryon (Hübner, 1813)
- Adscita jordani (Naufock, 1921)
- Adscita krymensis Efetov, 1994
- Adscita mannii (Lederer, 1853)
- Adscita obscura (Zeller, 1847)
- Adscita schmidti (Naufock, 1933)
- Adscita statices – Forester (Linnaeus, 1758)
- Adscita turcosa Retzius, 1783

## Hình ảnh

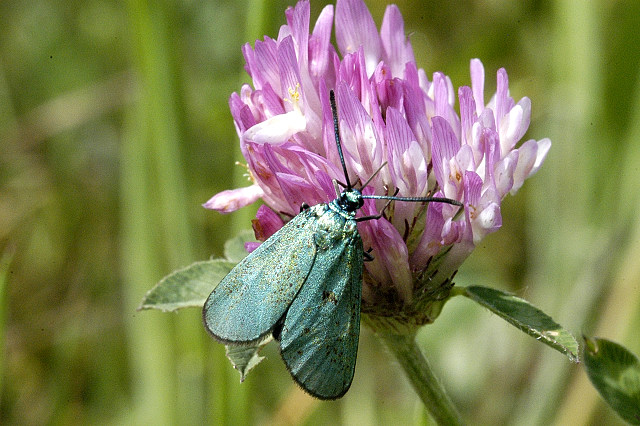